# Science prolétarienne
La  science prolétarienne, appelée aussi « science selon Staline », ou « science populaire mitchourinienne », du nom d'un jardinier porté au pinacle, est un concept apparu à l'hiver 1948-1949, sur fond de Guerre froide, pré-maccarthysme, titisme et conflits sociaux très durs de 1948, selon l'historien Denis Uztopal et le philosophe Dominique Decourt, pour tenter d'imposer dans le monde communiste les théories du biologiste et agronome Trofim Lyssenko (1898-1976)  qui remettent en cause chromosomes et gènes. Les scientifiques seront cependant très peu à choisir la science prolétarienne comme nouveau dogme,. L'expression nait dans un discours de Laurent Casanova en février 1949 mais le concept apparait dès les articles de Louis Aragon et Pierre Daix de l'automne 1948 puis a disparu au début des années 1950.

## Histoire

### Précédents
Dès 1939, le généticien soviétique Nikolaï Vavilov déclare « On pourra nous mener au bûcher, nous brûler vifs, mais on ne pourra pas nous faire renoncer à nos convictions », mais il est encore isolé et les théories de Trofim Lyssenko ne sont pas encore très connues ni promues en haut lieu. Il affirmait « imposer des caractères héréditaires aux plantes, transformer le blé en avoine ou en orge et les virus en microbes » selon des critères voulant que l'acquis l'emporte nettement sur l'inné.

### Contexte

#### La spécificité de l'accueil français à Lyssenko
Dans les années 1940, le Parti communiste connaît un rayonnement intellectuel exceptionnel car Paul Langevin, Paul Éluard, Frédéric Joliot-Curie Georges Teissier et Picasso y adhèrent , et ce concept de « science prolétarienne » est promu par des intellectuels communistes en dehors de l'URSS au moment où des biologistes refusent de « politiser les chromosomes », selon l'expression de Jean Rostand. 
La France est le pays le plus impliqué car les responsables de la lutte idéologique communiste en France somment les scientifiques communistes de défendre l’URSS via le Lyssenkisme, sur fond de malaise dans la communauté scientifique française. Ce concept de « science prolétarienne » a pour particularité d'acculer « tous les scientifiques communistes français à se positionner politiquement pour la cause de l’URSS ».
Résultat, en 1945 et même en 1948, très peu de biologistes connaissent encore Lyssenko en Occident. En septembre 1948, l’accueil en France du lyssenkisme, jusque là peu connu dans l'hexagone, est très lié aux positions communistes et anticommunistes des uns et des autres. Cet accueil est précédé par un épisode ayant jusque là peu attiré l'attention : le biologiste Marcel Prenant, prestigieux professeur à la Sorbonne et membre du Comité central du PCF, a publié en avril 1948 une réédition actualisée augmentée de son livre de référence de 1935. Dans cette édition, il consacre plusieurs paragraphes à Lyssenko dans les chapitres qui diffèrent de l’édition de 1935, sur « les problèmes de l’hérédité » pour expliquer que selon lui, la vernalisation a fait ses preuves, mais sans modifier le phénotype, et donc « ne s’oppose en rien à la génétique classique ». 

#### 1948-1949: la montée en puissance d'Aragon et Daix
Louis Aragon appuie fermement la définition du rôle de l’intellectuel donnée par Laurent Casanova au congrès de Strasbourg en juillet 1947, qui préfigure les débats sur la Science prolétarienne. Puis en août 1948, il n’assiste pas au Congrès mondial des intellectuels pour la paix à Wroclaw au cours duquel les Soviétiques lancent une violente offensive contre les écrivains des pays occidentaux, estimant qu'il en avait assez fait en France pour défendre les thèses de Jdanov, selon Dominique Desanti, alors qu'il aurait déjà pris, mais seulement en privé, la défense de Picasso ou Matisse, critiqués par la Pravda. Au même moment, le premier tome des Communistes est publié peu après, en 1949, avec un énorme soutien du PCF, avant les cinq autres de 1949 à 1951 puis une interruption. La période voit aussi, mais à partir de 1948, l'effacement de Claude Morgan directeur depuis 1942 du prestigieux hebdomadaire Les Lettres françaises, où l'éviction du poète Loys Masson rédacteur en chef et son remplacement par Pierre Daix, proche d’Aragon depuis une critique favorable à Elsa Triolet, est exigée par le responsable de la commission des intellectuels du PCF Laurent Casanova, lui même ami très proche du secrétaire général du PCF Maurice Thorez. Séparé de sa femme Madeleine Riffaud depuis 1947, Pierre Daix continue sur sa lancée par des polémiques spectaculaires avec d'autres intellectuels au cours de l'année 1949 et en avril 1950, au dernier jour du congrès du PCF, il est nommé à seulement 26 ans directeur du grand quotidien populaire du PCF Ce soir, dirigé depuis 1937 par Louis Aragon.

#### En URSS, la bonne surprise céréalière de juin-juillet 1948
La notion de science prolétarienne est apparue en 1948 pour mobiliser les intellectuels autour de Lyssenko, car il est autant critiqué, en particulier par Jdanov, qu'adulé par Staline. Dans cette période de pénurie agricole, il est promis des rendements agricoles mirobolants si ses théories sont appliquées. Le printemps 1948 et le début de l'été laissent cependant espérer des progrès symboliquement importants car la moisson a été, dans toutes les régions, en avance d'une douzaine de jours sur le calendrier avec une récolte céréalière retrouvant le niveau d'avant guerre, soit une récolte commercialisée d'environ 40 millions de tonnes, grâce aussi à des rendements en forte hausse, en Ukraine particulièrement où la propagande a signalé des moyennes de 16 quintaux à 19 quintaux par hectare[Information douteuse].

#### La session spéciale d'août de l'Académie des sciences agricoles
C'est durant l'été 1948 qu'une session spéciale de l'Académie des sciences agricoles de l'Union soviétique, du 28 juillet au 7 août, suivie par tous les journaux soviétiques, a pour mission de faire endosser officiellement la doctrine de Lyssenko par l'Etat soviétique, au titre de « science prolétarienne », même si l'expression n'est pas utilisée.

### L'invention du concept

#### La polémique du début septembre 1948
Le premier article en français dans la presse communiste française, écrit par Jean Champenois n'est publié que trois semaines plus tard. Mais juste après, le 6 septembre, dans le journal socialiste Le Populaire, le chef du service de politique étrangère Charles Dumas, membre du Comité directeur de la SFIO,  écrit que l'offensive lyssenkiste « est en réalité une « tentative pour ramener l’esprit humain aux pires heures du Moyen Âge ». Puis c'est le journal Combat du 8 septembre 1948, qui le surlendemain publie une interview du chimiste Maurice Daumas, estimant lui aussi que la conception lyssenkiste revient à une science du Moyen-Âge. Le même jour, L'Humanité riposte via Georges Cogniot, pour qui ce n’est pas Lyssenko, mais les socialistes qui sont du Moyen-Âge.
Alors que  Jacques Monod et Jean Rostand dénoncent eux aussi le lyssenkisme, le journal Combat du 14 septembre 1948 interviewe à son tour Marcel Prenant. Le scientifique communiste, sur la défensive, tente de trouver, maladroitement, une sorte de compromis en écrivant finalement que le Lyssenkisme respecte « les principes de base de la génétique classique » et que le mendélisme « a pour corollaire immédiat une philosophie raciste », contribuant à tendre le débat.
Au total, du 31 août au 15 septembre 1948, neuf articles sont publiés dans des journaux français sur le sujet, dont trois articles antilyssenkistes le comparant à l'affaire Galilée et un seul vraiment virument de l'autre côté, celui de Georges Cogniot.

#### La croisade Lyssenkiste lancée par Louis Aragon
La direction du PCF ne convoquera les intellectuels communistes pour tenter de les mobiliser qu'au cours de l'hiver mais dès le 30 septembre 1948, Louis Aragon, le poète communiste, un littéraire sans connaissances scientifiques, fait la promotion du lyssenkisme. Très proche depuis 1931 du leader du PCF Maurice Thorez, il publie un article dans Les Lettres françaises, puis assure la coordination et écrit l'article d'introduction du double numéro spécial de la revue Europe d'octobre, entièrement consacré à Lyssenko. Par la suite, Jean Rostand estompe progressivement ses critiques, revenant à des arguments scientifiques plus modérés contre le lyssenkisme, via trois articles dans les colonnes du Figaro Littéraire, les antilyssenkistes semblant avoir « tourné la page à partir de la fin de septembre », alors que les lyssenkistes multiplient les articles, avec au moins 27 d'entre eux consacrés entièrement au sujet, pour la plupart pas écrits par des bilogistes. 
Parmi eux, dans Les Lettres françaises, dès le début novembre 1948, Pierre Daix, qui est alors depuis peu l'adjoint de Louis Aragon dans ce journal. Il est suivi par Maurice Thorez le 15 novembre 1948 puis par Waldeck Rochet, le 10 décembre 1948, et le lendemain, le 11 décembre 1948, par Ernest Kahane écrit dans France nouvelle un grand article reprenant les théories de la « génétique classique » pour les opposer aux résultats des travaux de Lyssenko et de Mitchourine, louer ces derniers et se féliciter que « La recherche scientifique n’est pas une activité de luxe mais une activité nécessaire à la société ». Le  22 janvier 1949, c'est au tour d'André Marty.

#### Duclos contre Frédéric Joliot-Curie
Entre-temps, le 5 janvier 1949, le physicien communiste Frédéric Joliot-Curie effectue un discours au déjeuner de la presse anglo-américaine, qui a parfois déjà suivi la Grève des mineurs de 1948 comme une péripétie de la Guerre froide, un an avant les premiers épisodes du Maccarthysme qui seront lancés le 9 février 1950, par le président du congrès national Joseph McCarthy.
Frédéric Joliot-Curie déclare lors ce déjeuner qu'un « communiste français, comme n’importe quel autre citoyen français occupant un poste qui lui est confié par le gouvernement, ne peut honnêtement communiquer à une puissance étrangère, quelle qu’elle soit, des résultats qui ne lui appartiennent pas, mais qui appartiennent à la collectivité qui lui a permis de travailler ». Quinze jours après, Jacques Duclos  lui répond: le 22 janvier 1949, L'Humanité publie un compte rendu de son discours où il souligne que l'Union soviétique est aussi la patrie des scientifiques communistes français, ce qui amène Frédéric Joliot-Curie à demander à le rencontre plusieurs fois juste après.

#### La définition par Casanova en février 1949
Le 28 février 1949, une réunion présidée par Laurent Casanova et Georges Cogniot, à laquelle Marcel Prenant accepte de participer à la tribune, tente de clarifier cette situation en poursuivant la mobilisation polémique. Laurent Casanova, responsable de la "commission des intellectuels" du PCF, y effectue un discours où il dénonce la dissension de certains scientifiques communistes. Ce discours comporte la première fois la mention d'une « science prolétarienne » par opposition à une « science pure » et à une « science bourgeoise », qui provoqué la stupéfaction chez les scientifiques communistes.

### La création deLa Nouvelle critique
Le premier numéro de la revue La Nouvelle critique sort à la mi-décembre 1948, mais le projet est travaillé au moment Jean-Toussaint Desanti organise à l'automne 1948, une conférence publique sur " le marxisme et la science". La conférence de  Desanti, rectifiée, deviendra, dans un des premiers numéros de la revue, un grand article titré "Science bourgeoise et science prolétarienne".

#### Contexte social et international
La Nouvelle critique traite du communisme dans les sciences comme dans l'art, avec la même approche "prolétarienne", cherchant des justifications en Union soviétique. L'introduction au premier numéro de la Nouvelle critique comporte des invitations à «méditer» Jdanov, dans le sillage de l'éloge écrit par Aragon à la mort d'Andreï Jdanov le 31 août 1948, afin d'exprimer « la soumission d'une partie des intellectuels communistes » , , même si le poète repoussera en 1954 la responsabilité du Jdanovisme artistique sur Auguste Lecœur en cours d'exclusion du PCF, l'accusant  d'avoir reproché à André Stil son évocation des hésitations des dockers en grève .
Les premières orientations du PCF en matière d'art sont formulées dès le XIe congrès du Parti communiste français  à Strasbourg du 25 au 29 juin 1947, qui a précédé de trois mois la Doctrine Jdanov proclamée le 22 septembre 1947, sous forme d'un rapport présenté à la réunion créant le Kominform. Ce rapport tentait d'analyser la redistribution des forces politiques à l'échelle mondiale pour inciter les PC « à mener entre autres actions, une résistance idéologique », un an avant la mort de Jdanov, aux théories duquel les dirigeants du PCF se réfèrent beaucoup moins qu'à leur expérience propre, pour « orienter la peinture et la littérature vers une certaine représentation de la réalité ouvrière », selon la sociologue et historienne Jeannine Verdès-Leroux. La Nouvelle critique fait des allusions régulières à Jdanov, rappelant par exemple en 1950 son discours au premier congrès, à Kharkov en 1934, en présence de Louis Aragon et André Malraux, de l'Union des écrivains soviétiques, qui a permis de dissoudre plusieurs autres organisations d'écrivains et d'afficher l'adhésion de l'intelligentsia à la politique de Staline.
La Grève des mineurs de 1948 et sa répression exceptionnellement dure ont, au même moment ouvert un boulevard aux peintres et plasticiens qui l'ont illustrée, comme André Fougeron et Mireille Miailhe.. Au XIIe congrès du Parti communiste français en avril 1950, des fresques de 350 mètres carrés décorent la salle du congrès, comme "Staline au milieu de son peuple" (Boris Taslitzky) ou "La lutte des forces progressistes à travers le monde" (André Graciès. Le leader Maurice Thorez qui dès le congrès précédent avait condamné «l'esthétisme décadent des esthètes bourgeois, partisans de l'art pour l'art», intervient longuement en faveur de la « peinture réaliste », et fait l'éloge du tableau d'André Fougeron, "L'assassinat de Houllier, hommage à un mineur victime de la répression", offert à Staline. 
Le ton offensif de la revue n'empêche pas les causes défendues de perdre de la vitesse. Plus tard, Le Monde  note en 1952 que « depuis plusieurs années la querelle se prolonge », des peintres et sculpteurs ayant quitté le PCF car ils « n'approuvaient pas la valeur d'exemple donnée au néo-académisme de Fougeron » et rappelle que peu avant, André Stil s'était félicité dans La Nouvelle critique qu'enfin « le temps n'est plus où l'on pouvait compter sur les doigts d'une main les peintres comme Boris Taslitzky et Amblard, qui opposaient la recherche d'un véritable réalisme aux entreprises de démolition de la peinture inspirées du cubisme ».
Le même André Stil a parfois pris le risque de se brouiller avec Aragon, mentor du journal. Dans La nouvelle critique de mai 1952, Stil reprend un article paru trois ans plus tôt dans France nouvelle, le 18 juin 1949, où Auguste Lecœur demandait: «Est-il plus difficile pour un homme de plume, membre du parti, d'écrire en fonction des tâches qui lui sont imparties, qu'au militant politique ou syndical de résoudre les problèmes politiques de l'heure en fonction des tâches fixées par la même orientation politique ?». André Stil y ajoute : « un grand pas sera fait quand beaucoup d'écrivains communistes répondront comme Auguste Lecœur ». La nouvelle critique de février 1954 opère cependant un premier virage sur ces orientations, quand elle publie une "Note sur l'art progressiste", incluant des articles de d'André Graciés et André Mercier sur la peinture française.

#### Contexte médiatique
Le PCF se désole alors de ne pas disposer d’un outil de propagande comparable aux Temps modernes de Sartre, ou à Esprit, revue d'idées fondée en 1932 par Emmanuel Mounier. Les Lettres françaises sont jugées trop littéraires, La Pensée, journal scientifique dirigée par le philosophe marxiste et membre du PCF René Maublanc est trop académique, la revue se voyant même reprocher d'être plutôt peu encline au jdanovisme, tandis qu' Europe (journal) est trop élitiste et Action (revue) de Victor Leduc est trop indépendant, comme le montre son article de l'automne 1948 sur la Science prolétarienne. C'est la période où sont également réorganisées en prodondeur les rédactions des différents journaux et revues communistes: Étienne Fajon devient directeur de L'Humanité à l'automne 1948, laissant sa place au "secteur idéologique du PCF" à l'ancien ministre PCF François Billoux.

#### Une équipe de rédaction mobilisée pour la "science prolétarienne
Le comité de rédaction de La Nouvelle critique est dirigé par Jean Kanapa, qui enseigne à l’ENS de la rue d’Ulm. Il comprend, outre le théoricien de la "science prolétarienne" Jean-Toussaint Desanti, Annie Kriegel, codirigeante de la Jeunesse communiste, qui dénoncera les positions ambigues selon elle du biologiste Marcel Prenant, et le futur écrivain Pierre Daix, auteur après Aragon d'un des deux premiers articles très virulents en faveur de Lyssenko et surtout de la "science prolétarienne".
Sur les 50 premiers numéros, entre décembre 1948 et décembre 1953, sont publiés 35 articles de Jean Kanapa, 24 de Pierre Daix, 19 de
Victor Leduc et 9 d'Annie Kriegel, qui tous quitteront le PCF plus tard, après la création en 1953 d'Unir pour le socialisme, le plus important des groupes d'oppositionnels du PCF, dont la revue Débat communiste atteindra les 6000 exemplaires en 1959, chiffre se maintenant au début des années 1960, avec un comité de rédaction composé pour moitié d'ex-dirigeants nationaux du PCF et à 30 % d'anciens rédacteurs de la presse communiste, à 80 % d'anciens résistants et plus de 30 % d'ex-déportés,.
On remarque aussi à La Nouvelle critique, Victor Leduc, dont le journal résistant Action (revue) est censé alors accueillier les plumes moins militantes, comme celle de Pierre Hervé, ainsi que Jean Fréville, Victor Joannès et Henri Lefèbvre. Action avait eu pour rédacteur en chef Pierre Hervé, ex-éditorialiste et rédacteur en chef adjoint de l'Humanité jusqu'en 1950 et avait été juste après-guerre un refuge pour les intellectuels communistes réfractaires au jdanovisme, selon l'historienne Jeannine Verdès-Leroux, mais il sera fermé dès 1952.
Au printemps 1951, un long article de Jean Kanapa, dans La Nouvelle critique,  titré " Les joueurs de flûte", salue une nouvelle édition du livre de Laurent Casanova sur les intellectuels tout en reprenant au numéro suivant les propos très durs d'Auguste Lecoeur, qui a remplacé la "commission des intellectuels" par des amicales, voulant que le gouvernement ne tienne en place que parce qu’il repose sur 15 divisions de CRS.

### Les sanctions contre les récalcitrants

#### En Union soviétique
Cette session spéciale de l'Académie des sciences agricoles voit aussi Lyssenko mettre en accusation, de manière brutale, des généticiens pour leur servilité présumée envers l'Occident, ce qui enclenche l'état d'esprit donnant naissance à la polémique. Lyssenko intègre le bureau de la section des sciences biologiques de cette Académie, qui a pouvoir de décision sur tout le système universitaire et lance une "purge" des commissions scientifiques, instituts, revues scientifiques de toute l'Union soviétique. L'académicien Ivan Schmalhausen est démis de ses fonctions de directeur de l'Institut de morphologie évolutionniste et le laboratoire de cytogénétique de Dubinin, rival de Lyssenko, est supprimé. La science dite prolétarienne est dite  aussi« soviétique », voire « russe », et les généticiens « bourgeois » taxés de cosmopolitisme et de promotion de l'impérialisme américain. 
À partir d'août 1948, la diffusion rapide des théories lyssenkiennes est facilitée par la déportation au Goulag des généticiens "bourgeois" qui les contestaient. 

#### En Europe de l'Ouest

##### Le congrès d'avril 1950
Le biologiste Marcel Prenant, qui dispose lui de  connaissances scientifiques reconnues et légitimes, a rencontré Lyssenko en novembre 1949 mais sans être vraiment convaincu, sera exclu du Comité Central en 1950 pour sa tiédeur lyssenkienne après une dénonciation par la future historienne du communisme Annie Kriegel. Le congrès d'avril 1950 du PCF est plus globalement marqué par une chasse au "Titisme", souvent assimilé à l'anti-Lyssenkosme. Le généticien Jean Brachet, parmi les pères de la biologie moléculaire, sera lui aussi contraint à quitter la sphère communiste, alors qu'il avait été" envoyé par le PCB à Moscou dès mars 1949 pour rencontrer Lyssenko.

##### La lettre de janvier 1951 à Casanova
Le concept de "science prolétarienne" est à son apogée en janvier 1951, quand Laurent Casanova, responsable du secteur des intellectuels au sein du PCF et grand défenseur de cette thèse reçoit une lettre de dénonciation d'un haut responsable de l'AFAM (Association Française des Amis de Mitchourine), animatrice du lyssenkisme expérimental en France, qui dénonce une série de biologistes communistes accusés d'être timorés dans le soutien à Lyssenko. La plupart sont alors qualifiés de "titistes" ou "titisants", ce qui est dans le climat de l'époque au PCF une grave accusation et deux des biologistes membres du PCF d'avoir été en Espagne franquiste en 1950 et 1951.

### L'abandon progressif du concept
Sept ans plus tard, vers 1955, la théorie de la "science prolétarienne" provoquera une crise de conscience au sein de la communauté scientifique communiste,. Alors qu'au onzième congrès du PCF, à Strasbourg, en juin 1947, les intellectuels avaient été priés de " rallier les positions idéologiques et politiques de la classe ouvrière", pour une " bataille idéologique " confiée à Laurent Casanova, le responsable de la commission des intellectuels, le contexta évolué une décennie plus tard, au quatorzième congrès, au Havre, en juillet 1956, les révélations des excès de la période stalinienne quelques mois plus tôt, lors du vingtième congrès du P.C. d'Union soviétique amenant Jean Kanapa, ex grand-prêtre de la "Science prolétarienne", à affirmer qu'il "fallait la lourdeur administrative d'un Lecœur pour juger de la production littéraire ou artistique comme du cru d'un vin, disant : cette année fut meilleure, cette année fut moins bonne", tout en prenant la défense du symbole de la censure des intellectuels soviétiques dans la période d'après-guerre Andreï Jdanov, pourtant mort depuis le 31 août 1948, tandis que Maurice Thorez se met en avant comme militant pour l'"émulation créatrice". En avril 1958, dans les Cahiers du communisme, Laurent Casanova, citant Marx, reconnaît une responsabilité collective du PCF dans ces erreurs puis en mai 1964, à Paris, le 17ème congrès du PCF admet l'impossibilité de "trancher de façon autoritaire des discussions non achevées entre les spécialistes" des sciences ou des arts. Deux ans après, à Argenteuil, en mars 1966, le comité central du PCF décide d'une "charte" du PCF, distinguant la science, les arts et, dans une certaine mesure, la philosophie, des sciences sociales et économiques, qui concernent la politique du PCF. En 1972, Pierre Daix, toujours rédacteur en chef des Lettres françaises, décide de publier de larges extraits du discours qu'Alexandre Soljenitsyne devait prononcer lors de la remise de son prix Nobel.

#### Les articles critiques de 1951
À partir de 1951 et ensuite jusqu'à 1955, le Journal Botanique/ Botanitchevsky Journal et le Bulletin de la société moscovite des naturalistes — une des plus prestigieuses sociétés scientifiques soviétiques — publient des articles de Vladimir Soukatchev attaquant les travaux de Lyssenko. Dès octobre 1951, Jean-Toussaint Desanti, philosophe français, d'inspiration marxiste, fait l'autocritique dans les Cahiers du communisme de ses articles précédents en faveur de la théorie de la "science prolétarienne", en référence à la nouvelle doctrine voulue par Staline.

#### Les articles critiques de 1952
Le printemps 1952 voit la fin du monopole de Lyssenko à Moscou, via la publication des articles antilyssenkistes dans des revues de l’Académie des sciences soviétiques
En 1952, Tourbine et Ivanov, pourtant partisans de Lyssenko, critiquent eux aussi dans le Botanitchevsky Journal la transformation des espèces par « bond dialectique » prônée par Lyssenko.
Fin 1952, à la suite de l'échec patent de la campagne d'afforestation, quelques critiques sont émises publiquement à l'encontre de Lyssenko, quelques-uns de ses adversaires sont nommés à des postes de responsabilité, les journaux cessent d'écrire des articles à sa gloire et son nom est parfois dissocié de ceux exemplifiant les succès de l'agriculture soviétique.
Lyssenko voit ainsi son étoile pâlir au cours de l'année 1952, mais Staline le protège et c'est seulement après son décès en mars 1953 que l'éclipse de Lyssenko est plus durable en Union soviétique. En 1953 encore, un ouvrage soviétique traduit en français d'Olga Lépéchinskaïa, dont la réputation internationale tenait pour beaucoup au soutien à Lyssenko, a essayé de discréditer Pasteur.

#### Les polémiques de 1953 et 1954
Lors du congrès du PCF de juin 1954, Laurent Casanova évoquera « les supputations outrées sur les qualificatifs de science bourgeoise et de science prolétarienne », en rappelant ses autocritiques parues depuis dans La Nouvelle Critique, lors des journées d’étude d’Ivry du printemps 1953, qui en fait ont eu lieu du 3 au 5 septembre 1953. L'organe socialiste, Le Populaire Dimanche, s'était en effet moqué des journées d’étude des intellectuels communistes de mars 1953 par le slogan attribué au PCF "la science se confond avec le parti".
Le terme de science prolétarienne est ainsi abandonné, remplacé par celui de « science d’avant-garde », mais le contenu reste proche. Le 22 février 1954, Jean Kanapa rédige, à nouveau dans sa revue La Nouvelle critique, un long article didactique titré "Un nouveau révisionnisme à l’usage des intellectuels", qui se veut une réponse à l'article dans Le Populaire Dimanche, en reprenant une série d’arguments d'Annie Kriegel dans le même journal, par lequel il souligne que les intellectuels doivent "rallier" les positions du prolétariat et non celles " des philosophes de Saint-Germain des Prés, de l’intellectuel-flic", allusion indirecte à Jean-Paul Sartre.

## Sources
- « La réception en France du lyssenkisme, les scientifiques communistes français et la conceptualisation de la « science prolétarienne » (1948-1956) », par Deniz Uztopal, Cahiers d’histoire. Revue d’histoire critique[6]